# Burnt Ranch
Burnt Ranch es un lugar designado por el censo ubicado en el condado de Trinity en el estado estadounidense de California. En el año 2010 tenía una población de 281 habitantes.

## Geografía
Burnt Ranch se encuentra ubicado en las coordenadas 40°48′41″N 123°30′30″O / 40.81139, -123.50833.